# Jules Laforgue

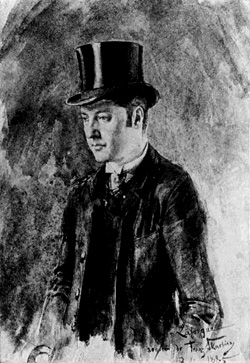
Jules Laforgue

Jules Laforgue, född 16 augusti 1860 i Montevideo, Uruguay, död 20 augusti 1887 i Paris, var en fransk lyriker, banbrytande vad gäller fri vers i den franska litteraturen. Han räknas till symbolisterna. Inga av hans verk har givits ut på svenska.

## Liv och verksamhet
Jules Laforgue föräldrar, Charles-Benoît Laforgue och Pauline Lacollay, träffades i Uruguay. Fadern arbetade först som lärare och sedan som banktjänsteman. Jules var det andra barnet i en skara på elva. År 1866 flyttade familjen till Frankrike och Tarbes, som var faderns hemstad. Tillsammans med sin äldre bror Émile lämnades Jules 1867 att uppfostras i en kusins familj, eftersom modern valde att återvända ensam till Uruguay för en tid.
År 1869 tog fadern med sig familjen till Paris. År 1877 avled modern i barnsäng, och samma år misslyckades Jules med sin studentexamen. Han lyckades inte heller året därpå, eller en tredje gång. Han började läsa de stora franska författarna och besöka Paris museer.
Hans far insjuknade 1879 och återvände till Tarbes, medan Jules stannade kvar i Paris. Han publicerade sina första dikter detta år och började umgås i Paris litterära kretsar, under beskydd av bland andra Paul Bourget, utgivaren av tidskriften La Vie moderne. Som författare och konstkritiker skulle Laforgue komma att medverka också i flera andra tidskrifter, som La Revue indépendent, La Vogue, Le Symboliste och Gazette des beaux-arts.
År 1881 gick Laforgue en kurs ledd av konsthistorikern Taine, och fick ett ökat intresse för målning och konst. Den rike konstsamlaren och konstkritikern Charles Ephrussi, en av de första samlarna av impressionistisk konst, erbjöd Laforgue en tjänst som privatsekreterare. Laforgues syster lämnade honom ensam i Paris och begav sig till Tarbes för att vårda deras far som blivit allvarligt sjuk. Laforgue kunde inte närvara vid faderns begravning.
Från november 1881 till 1886 var Jules Laforgue bosatt i Berlin, där han tjänstgjorde som informator hos Auguste Viktoria av Schleswig-Holstein-Sonderburg-Augustenburg. Han fick bra betalt och kunde ägna sig åt sina intressen relativt fritt. År 1885 debuterade han som författare med diktsamlingen Les Complaintes. Han återvände till Frankrike 1886 och gifte sig med engelskan Sarah Lee, men dog redan året därpå i tuberkulos. 
Arbetet med att översätta Walt Whitman influerade Laforgue till att bli en av de första franska poeterna att skriva på fri vers. Filosofiskt var han pessimist, och anhängare av Schopenhauer och von Hartmann. Laforgues fria vers fick avgörande inflytande på en lång rad moderna poeter, från Apollinaire till T.S. Eliot och Ezra Pound.

### Poesi
- Les Complaintes (1885). BnF Gallica
- L'Imitation de Notre-Dame la Lune (1886). BnF Gallica
- Le Concile féerique (1886). BnF Gallica)

#### Postuma utgåvor
- Des Fleurs de bonne volonté (1890)
- Derniers Vers de Laforgue (1890)
- Le Sanglot de la terre (1901)
- Premiers poèmes (1903)
- Anthologie poétique de Jules Laforgue (1952)

### Noveller
- Moralités légendaires (1887)
- Berlin, la cour et la ville (1887, 1922)
- Stéphane Vassiliew (1881, 1946)